# Château de Borki
Le château de Borki (Борковский замок) est un château en ruines néogothique qui se trouve dans l'oblast de Lipetsk en Russie, dans le village du même nom. Il appartenait, avant la révolution, au grand-duc André Vladimirovitch de Russie.

## Histoire
Le château a été construit en 1902-1903 en style gothique anglais par l'architecte pétersbourgeois Alexandre von Hohen (1856-1914) et l'aménagement se poursuit jusqu'en 1912. Le grand-duc, cousin germain de Nicolas II avait acheté le domaine en 1901 à la famille Ofrossimov. Il fait dessiner un parc romantique avec des cascades, des étangs, des allées, des communs, des écuries. Le grand-duc ne put résider à Borki à cause des travaux. Il est venu néanmoins à quelques reprises surveiller leur avancée avec sa maîtresse Mathilde Kschessinskaïa. Il résidait alors dans son domaine voisin de Zakharovka. Finalement il le vend en 1915 à un négociant du nom de Chérémétiev (comme les aristocrates du même nom) qui y aménage un haras.
Le château est nationalisé après la Révolution d'Octobre. Il devient un foyer pour enfance en 1920 et une école agricole en 1925. Le château brûle en 1941 et le parc est ruiné, mais l'on remarque encore l'allée principale dont les arbres ont survécu. L'on procède tout de même à des travaux de restauration en 1954-1956 et une école secondaire ouvre ensuite. Le château n'est plus qu'un bâtiment historique régional (et non national) après 1983. L'école quitte les lieux en 1999 et ainsi le château tombe en ruines.
Un particulier, Sergueï Gribanov, directeur général de la compagnie Selkhozinvest, l'achète en 2007, avec l'intention d'en faire un hôtel de tourisme. Le parc qui va jusqu'à la rivière Olym est reconstitué.

## Galerie

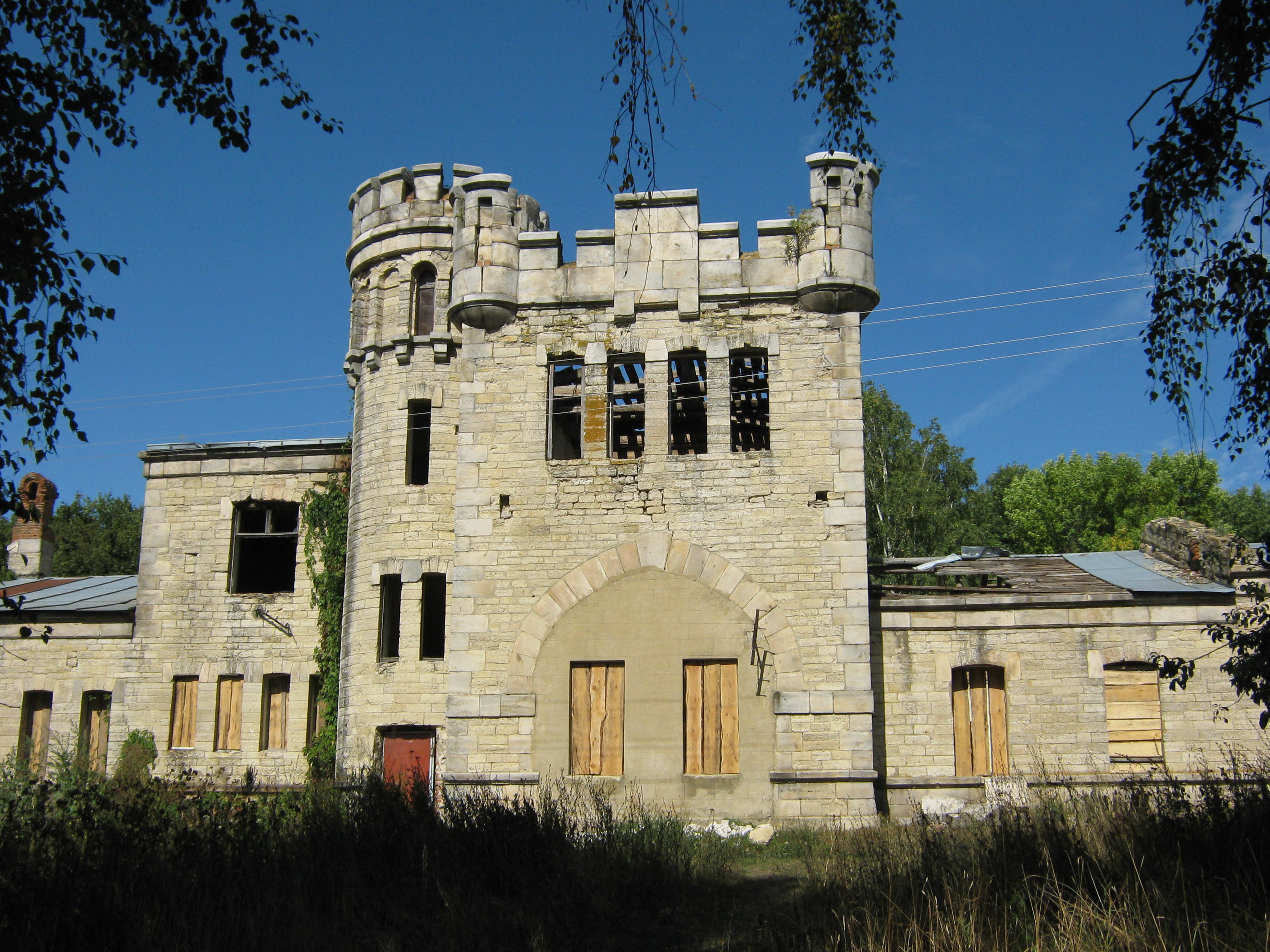
Vue de la façade donnant au sud
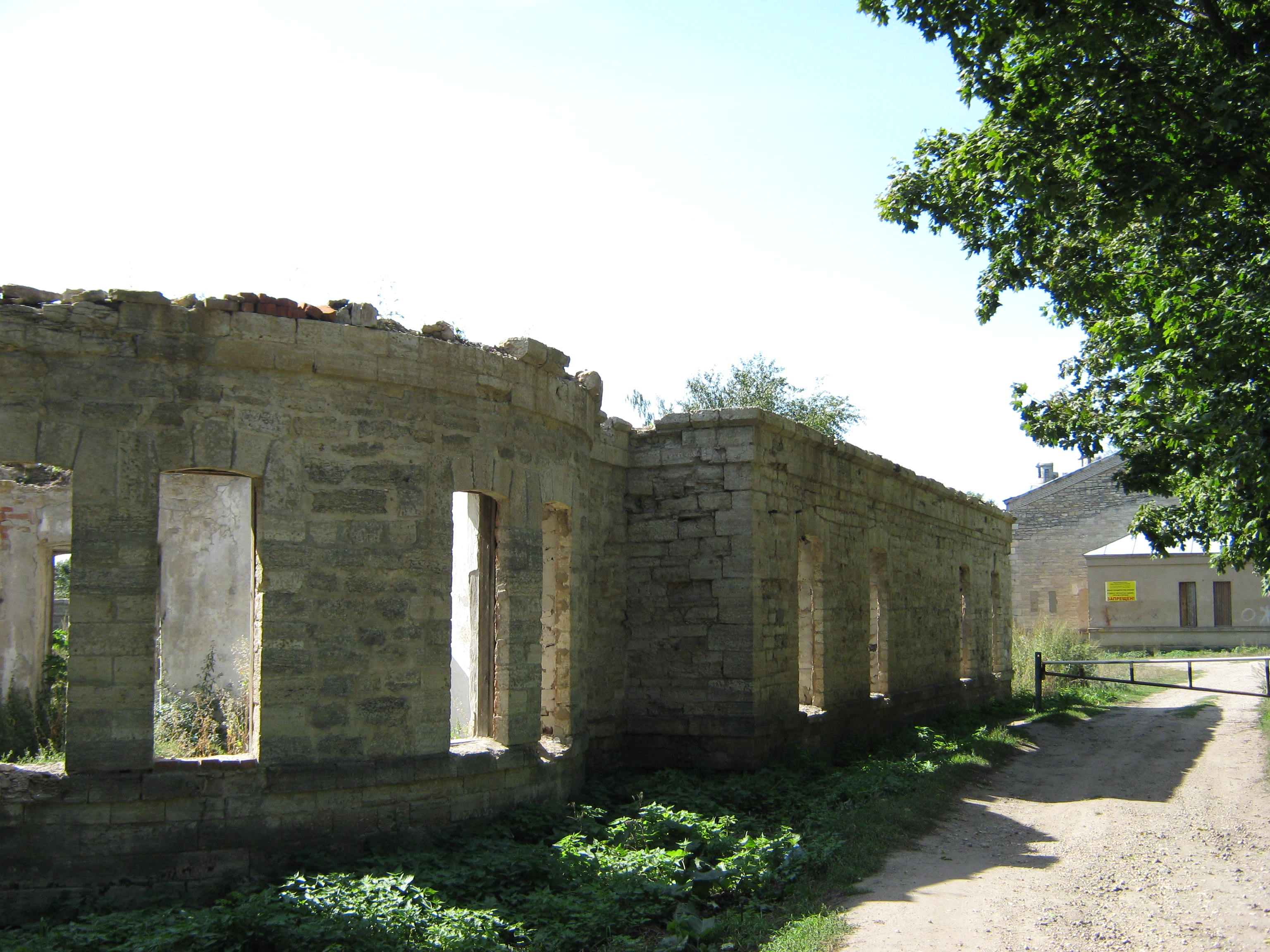
Communs
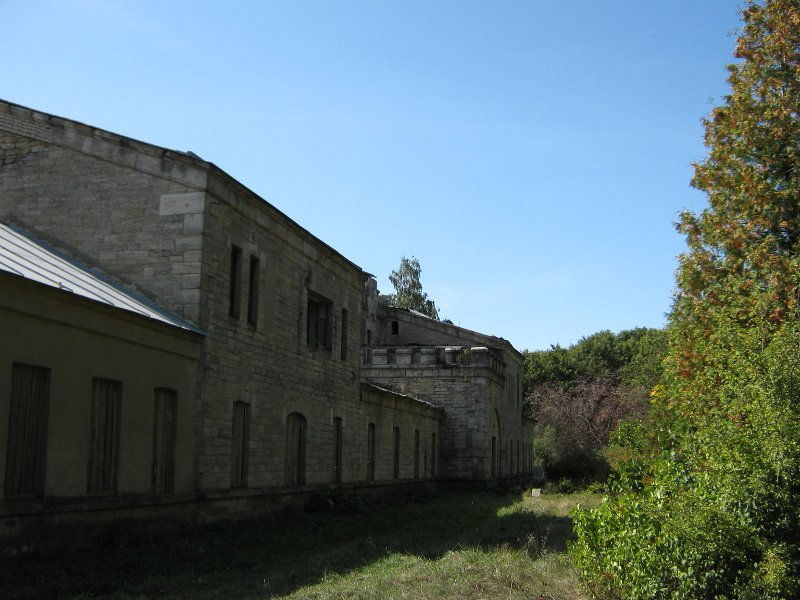
Bâtiments arrière

## Source
- (ru) Cet article est partiellement ou en totalité issu de l’article de Wikipédia en russe intitulé « Усадьба Борки » (voir la liste des auteurs).